# Surfer Rosa
Surfer Rosa es el primer álbum de larga duración de la banda estadounidense de rock alternativo Pixies, editado el 21 de marzo de 1988 por la discográfica independiente británica 4AD. La temática inusual y fuera de tono del álbum incluye mutilaciones y voyerismo. Esto, sumado a su grabación experimental, su producción de baja fidelidad y un sonido de batería único, en gran medida gracias al ingeniero de sonido Steve Albini, ayudan a hacer de él un álbum inusual. Además, Surfer Rosa contiene muchos de los temas recurrentes de la primera época de Pixies, como letras en español y referencias a Puerto Rico.
Por el estatus de independiente de la discográfica 4AD, la distribución del álbum en Estados Unidos la llevó a cabo la discográfica inglesa Rough Trade Records; de todas maneras, no entró en listas en ninguno de los dos países. "Gigantic" fue el único sencillo extraído del álbum, y solo llegó al número 93 en la lista de sencillos británica. A pesar de esto, Surfer Rosa fue reeditado por Elektra Records en 1992, y en 2005 fue certificado oro por la Recording Industry Association of America (RIAA).
Surfer Rosa es a menudo citado como uno de los favoritos de la crítica, e incluido frecuentemente en las listas profesionales de mejores álbumes de todos los tiempos. Muchos artistas de rock alternativo, incluyendo a Billy Corgan y PJ Harvey, han citado al álbum como fuente de inspiración; el vocalista de Nirvana, Kurt Cobain dijo en varias ocasiones que Surfer Rosa fue una gran influencia para la elaboración de Nevermind, llegando a fichar en 1993 a Albini para producir su álbum In Utero.

## Antecedentes
Antes del EP debut de Pixies Come On Pilgrim en octubre de 1987, Ivo Watts-Russell, director de 4AD, sugirió que volvieran al estudio para grabar un álbum de larga duración. El plan original era grabar material nuevo en los estudios Fort Apache, donde ya había producido The Purple Tape y Come On Pilgrim. Pero, por diferencias entre el mánager de la banda Ken Goes y el productor de The Purple Tape Gary Smith, Pixies acabaron buscando nuevo productor y estudios de grabación. Por consejo de un colega de 4AD, Watts-Russell fichó a Steve Albini, líder de Big Black, como productor e ingeniero de sonido. Habiendo mandado una promo de Come On Pilgrim a Albini, el mánager de Pixies, Ken Goes, le invitó a una fiesta en casa del batería David Lovering unas semanas después de su lanzamiento oficial.
Albini conoció a la banda esa tarde, y hablaron de la grabación del nuevo álbum y de cómo debería sonar. Según Albini, "la banda y yo estábamos en el estudio al día siguiente". Paul Kolderie, que había trabajado en los estudios Fort Apache, recomendó a Albini los estudios Q División de Boston. Esto creó tensión entre Smith y Kolderie, por lo que Kolderie luego diría "Gary casi me mata por la sugerencia, pensó que estaba maquinando algo para quedarme el proyecto".

## Grabación y producción
Pixies entraron en Q Division en diciembre de 1987, habiendo reservado diez días para la grabación del álbum. 4AD adelantó diez mil dólares a la banda. El sueldo de Albini fue de mil quinientos dólares y no recibió regalías; Albini tiene práctica en no recibir regalías, viéndolo como "un insulto a la banda". Junto a Albini en el estudio, Jon Lupefer, de Q Division actuó de asistente en el estudio. El proceso de grabación necesitó de los diez días enteros para completarse, con nuevas mezclas de voces incluidas en el estudio. Albini planeaba mezclar el álbum "en otro sitio", pero según Lupfer, "no estaba contento con ello".
Albini utilizó técnicas de grabación alternativas. Para los coros de Kim Deal en "Where Is My Mind?" y su voz principal en "Gigantic", Albini llevó el equipamiento necesario al cuarto de baño del estudio para conseguir eco real, no de estudio; según John Murphy, el marido de Deal en esos momentos, "a Albini no le gustaba el sonido del estudio". Albini después diría que se podía haber grabado en una semana, pero "acabamos haciendo cosas experimentales, básicamente para matar el tiempo y ver si surgía algo bueno". Un ejemplo es "Something Against You" en donde Albini filtró la voz de Black Francis a través de un amplificador de guitarra para conseguir "una viciosa textura andrajosa".

### Bromas en el estudio
La pista "You Fuckin' Die!" es la grabación de una conversación entre Francis y Albini; en algunas versiones del álbum es conocida como "Untitled" o incluida al comienzo de la canción "Vamos". Según Lupfer, "era un concepto que Albini buscaba para conseguir bromas en el estudio". Cuando Deal se marchaba del estudio a fumarse un cigarrillo, dijo "si alguien toca mis cosas, le mato". Francis contestó "yo te mato, muérete, si alguien toca mis cosas". La pista comienza en este punto, con Francis explicándole a Albini la conversación, sin aparecer la voz de este en la pista. Lupfer admitiría después que Albini sabía "perfectamente lo que estaba pasando".
"I'm Amazed" comienza con Deal contando una historia en que uno de sus antiguos profesores fue discretamente despedido por "gustarle los jugadores de hockey sobre hierba". Francis termina las frases de Deal, bromeando sobre que ella debería de haberse unido al equipo. Albini después hablaría sobre la utilización de estas bromas en Surfer Rosa:

Está en el álbum para siempre, así que pienso que ahora están obligados a verlo bien, pero honestamente no creo que la idea hubiera salido nunca si no lo hubiese hecho yo. Hay momentos en que cosas así son reveladoras y entretenidas y sentí que era bastante ingenioso.

## Música y letra
Al igual que Come On Pilgrim, Surfer Rosa muestra una fusión de estilos musicales; canciones guitarreras de pop como "Broken Face", "Break My Body", y "Brick is Red" se entremezclan con temas más lentos, más melódicos, como "Where Is My Mind?". El álbum incluye material más duro, y muestra la seña de identidad de la banda, con sus subidas y bajadas de volumen. El líder y principal compositor Black Francis compuso todo, a excepción de "Gigantic", coescrita con Kim Deal, siendo además, la única canción de Pixies donde Deal adopta el papel de cantante principal.
Las letras de Surfer Rosa incluyen temas como la mutilación en "Break My Body" y "Broken Face", mientras en la canción "Tony's Theme", se hace referencia los superhéroes. El voyerismo es el tema principal de "Gigantic", mientras que "Bone Machine" y "Where Is My Mind?" están llenas de temas surrealistas. Referencias a Puerto Rico y las letras en español se pueden encontrar en "Oh My Golly!" y "Vamos". Este último tema también se puede encontrar en Come On Pilgrim, apareciendo en Surfer Rosa como una regrabación de la original. Muchos de los temas utilizados en su anterior grabación vuelven a aparecer en Surfer Rosa; de todas maneras, al contrario que en álbumes posteriores de la banda, las canciones de Surfer Rosa no se centran en un solo tema.
Otros temas inusuales aparecen en el álbum. "Cactus" está narrada por un recluso que le pide a su novia que se manche el vestido de sangre y se lo mande por correo. "Gigantic" es "una canción fresca de alabanza hacia un hombre negro bien dotado", y coge prestado de la película de 1986 Crimes of the Heart, donde una mujer casada se enamora de un adolescente. La inspiración de Francis para escribir "Where Is My Mind?" le vino después de hacer submarinismo en el Mar Caribe. Después diría sobre lo que le inspiró: "Un pequeño pez comenzó a perseguirme. No sé muy bien porqué - no conozco mucho del comportamiento de los peces".

## Lanzamiento
Surfer Rosa fue lanzado en el Reino Unido por 4AD el 21 de marzo de 1988, entrando en la lista de álbumes indie UK Indie Chart la siguiente semana. Permaneció sesenta semanas en la lista, llegando a posicionarse en el número dos. Hasta agosto de ese mismo año solo se podía encontrar en Estados Unidos como álbum de importación. Aunque el sello discográfico tenía los derechos de distribución de Pixies a nivel mundial, no tenía acceso a un distribuidor fuera del Reino Unido. Cuando 4AD firmó un contrato con la subsidiaria de Rough Trade Records en Estados Unidos, el álbum se editó en LP y casete como parte del paquete Surfer Rosa/Come On Pilgrim. Mientras que Surfer Rosa/Come On Pilgrim se siguió editando en formato CD en el Reino Unido, las reediciones de Estados Unidos en CD han sido por separado. Estas ediciones por separado aparecieron por primera vez en 1992, cuando Elektra Records reeditó los dos primeros álbumes de la banda. Después de que 4AD recuperara los derechos sobre la distribución en Estados Unidos, lanzaron ambos en formato CD por separado. Surfer Rosa fue certificado oro por la Recording Industry Association of America en 2005, diecisiete años después de su primer lanzamiento.
"Gigantic" fue el sencillo extraído de Surfer Rosa. El sencillo y su cara B, "River Euphrates", fueron regrabados por Gil Norton en Blackwing Studios en Londres, en mayo de 1988. La remezcla del sencillo fue bien recibida por la crítica, aunque las ventas fueron pobres, llegando al puesto número 93 en la lista británica de sencillos. A pesar de la pobre recepción comercial del álbum Surfer Rosa, y del sencillo "Gigantic", Ivo Watts-Russell ha dicho que la recepción del álbum fue "cinco veces" la de Come On Pilgrim.

## Portada
La portada de Surfer Rosa muestra la fotografía de una "amiga de una amiga" de la banda en topless, posando como una bailaora de flamenco, junto a una pared con un crucifijo y un póster roto. Simon Larbalestier, quien ha contribuido con fotos para todos los álbumes de Pixies, decidió crear este escenario ya que "no pudimos encontrar el escenario natural que buscábamos". Según Larbalestier, a Francis le surgió la idea de la portada mientras componía canciones en el "bar de topless de su padre"; Larbalestier añadió el crucifijo y el póster roto, "para darle ese aire de catolicismo". Comentando sobre la portada en 2005, Francis dijo, "solo espero que la gente lo encuentre de buen gusto". El libreto del álbum refuerza la portada, con más fotografía de la bailaora en otras poses distintas; no contiene las letras de las canciones ni nada de texto escrito, exceptuando los créditos, en donde por cierto no aparece Albini.
La sesión de fotos para el álbum se hizo en un solo día en un bar frente a las oficinas de 4AD, porque, según Larbalestier, "era uno de los pocos sitios que tenía un escenario alzado". En una entrevista de 1988 con Joy Press, Francis describió el concepto como el de "una chica surfista", que "camina por la playa de Binones, con una tabla de surf, preciosa". Cuando se le preguntó por el topless, Francis contestó: "Para el primer álbum, les dije que me gustaba la desnudez. Me gustan las curvas - no necesariamente algo de mal gusto, ni siquiera tenía que ser un cuerpo femenino, solo líneas corporales... como ese anuncio de Obsession, ¿sabes?" Según la revista Melody Maker, el álbum originalmente se iba a llamar "Gigantic", por la canción compuesta por Deal, pero la banda temía que se malinterpretara por la portada y lo cambió a Surfer Rosa. El "nombre" de la mujer de la portada, y del título del álbum, son un extracto de la letra de canción "Oh My Golly!", "besando chichando con surfer rosa".

## Recepción de la crítica
Las críticas escritas por la prensa especializada británica sobre Surfer Rosa fueron generalmente positivas. El periodista musical de la revista Q, Ian Cranna escribió que "lo que distingue a Pixies son sus repentinas explosiones memorables de pop melódico", además de señalar que "pueden tener un futuro muy brillante". Mark Sinker, de NME, haciendo la crítica del álbum en marzo de 1988, dijo "fuerzan al pasado a sonar como ellos", además de concederles nueve estrellas y media sobre diez en su valoración. Surfer Rosa también recibió críticas positivas en la prensa especializada de Estados Unidos. El crítico de The Village Voice, Robert Christgau le concedió al álbum una valoración "B", diciendo que la banda era "por consenso la novedad del año de la música indie", y que el álbum contenía "riffs de guitarra que se hacen notar". Spin lo describió como "preciosamente brutal", concediéndoles el título de músicos del año. Rolling Stone no llegó a hacer crítica del primer lanzamiento del álbum.
Surfer Rosa fue incluido en varias de las listas de mejores álbumes del año. Las revistas de música independiente Melody Maker y Sounds posicionaron a Surfer Rosa en lo más alto de sus listas; NME y Record Mirror lo posicionaron en los puestos número diez y catorce respectivamente. De cualquiera de las maneras, Surfer Rosa no apareció en la encuesta Pazz & Jop de los críticos de Village Voice, ni en ninguna de las listas de álbumes del año de Estados Unidos. Varias revistas musicales han posicionado, desde entonces, a Surfer Rosa como uno de los álbumes esenciales de rock alternativo de la década de 1980. Rolling Stone le otorgó tres estrellas de cinco en su crítica al CD lanzado por Elektra Records, Surfer Rosa/Come On Pilgrim hecho en 1992, entrando en contraste con las cinco que le otorgó en una segunda crítica hecha en 2004 como parte de su Rolling Stone Album Guide. El álbum ha aparecido en varias de las listas de mejores álbumes de la historia, y es colocado con mucha frecuencia en las listas de los mejores álbumes de la década de 1980 de cualquier género musical.

## Legado
Tanto Surfer Rosa como la producción de Steve Albini del álbum han servido como influencia para el rock alternativo en general, y el grunge en particular. Kurt Cobain, de Nirvana, dijo que Surfer Rosa es la base de la composición de su álbum Nevermind. Cuando escuchó el álbum por primera vez, Cobain descubrió el patrón necesario para mezclar noise con pop. Dijo en 1993 que "escuchó canciones en Surfer Rosa que él mismo había escrito pero desechado porque tenía demasiado miedo para tocárselas a nadie". Cobain contrató a Albini para la producción de su álbum de 1993 In Utero, primordialmente por su contribución en Surfer Rosa. Billy Corgan de The Smashing Pumpkins dijo de Surfer Rosa, "me hizo pensar, Dios mío. Era tan fresco. Era rockero sin ser débil". Corgan se quedó muy impresionado con el sonido de la batería, admitiendo que The Smashing Pumpkins a menudo estudiaba los elementos técnicos del álbum. La cantautora PJ Harvey dijo que Surfer Rosa "me hizo estallar el cerebro", y que "inmediatamente fue a buscar a Steve Albini".
Gente conectada con la banda quedaron impresionados con el álbum. Ivo Watts-Russell dijo: "Recuerdo cuando escuché por primera vez Surfer Rosa y pensé, no sabía que Pixies pudieran sonar como The Fall. Esa fue mi primera reacción, es decir, increíblemente crudo". Gary Smith, que en aquellos momentos tenía una serie de desacuerdos con la banda, admitió que "me alegró mucho ver que hicieron un álbum tan potente y agresivo". J Mascis de Dinosaur Jr, comparando el álbum con los posteriores Bossanova y Trompe le Monde, dijo que pensaba que la producción de Steve Albini "sonaba mucho mejor que las demás".
En 1991, mientras Pixies grababa Trompe le Monde, Albini habló de sus impresiones de Pixies durante la grabación de Surfer Rosa a la revista de Forced Exposure:

Un simple parche de una banda que en sus mejores momentos solo llegaron a ser una banda entretenida de college rock. Su predisposición a ser guiados por su mánager, su compañía discográfica y su productor no tenía precedentes. Nunca he visto cuatro vacas más ansiosas por ser guiados de sus anillas nasales.

 Albini después se disculparía, diciendo, "hasta el día de hoy me arrepiento de haberlo hecho. No creo que les tuviera el respeto suficiente que se merecían".

## Lista de canciones
Todas las canciones compuestas por Frank Black, excepto donde se indique lo contrario.

| N.º | Título                  | Escritor(es)      | Duración |  |
| 1.  | «Bone Machine»          |                   | 3:02     |  |
| 2.  | «Break My Body»         |                   | 2:05     |  |
| 3.  | «Something Against You» |                   | 1:47     |  |
| 4.  | «Broken Face»           |                   | 1:30     |  |
| 5.  | «Gigantic»              | Francis, Kim Deal | 3:54     |  |
| 6.  | «River Euphrates»       |                   | 2:33     |  |
| 7.  | «Where Is My Mind?»     |                   | 3:53     |  |
| 8.  | «Cactus»                |                   | 2:16     |  |
| 9.  | «Tony's Theme»          |                   | 1:52     |  |
| 10. | «Oh My Golly!»          |                   | 1:47     |  |
| 11. | «Untitled»              |                   | 0:44     |  |
| 12. | «Vamos»                 |                   | 4:18     |  |
| 13. | «I'm Amazed»            |                   | 1:42     |  |
| 14. | «Brick Is Red»          |                   | 2:00     |  |
| 15. | «In Heaven (Bonus)»     |                   |          |  |

## Reconocimientos
La información sobre los reconocimientos a Surfer Rosa es una adaptación de Acclaimedmusic.net.
| Publicación   | País           | Reconocimiento                                 | Año  | Puesto |
| ------------- | -------------- | ---------------------------------------------- | ---- | ------ |
| Mojo          | Reino Unido    | Mojo 1000, la guía para la compra de CD        | 2001 | *      |
| Musik Express | Alemania       | Los 50 mejores álbumes de los años 1980        | 2003 | 2      |
| Pure Pop      | México         | Los 100 mejores álbumes                        | 1993 | 22     |
| Q             | Reino Unido    | Los 50 álbumes más duros de todos los tiempos  | 2001 | *      |
| Rolling Stone | Estados Unidos | Los 500 mejores álbumes de todos los tiempos   | 2003 | 315    |
| Spin          | Estados Unidos | Los 100 mejores álbumes de los últimos 20 años | 2005 | 6      |
| Treble        | Estados Unidos | Los mejores álbumes de los años 1980, por año  | 2006 | 1      |

(*) Listas sin orden determinado.

## Personal
- Black Francis - voz principal y coros, guitarras
- Kim Deal - voz principal y coros, bajo
- Joey Santiago - guitarra principal
- David Lovering - batería